# Podgora, Šmartno ob Paki
Podgora este o localitate din comuna Šmartno ob Paki, Slovenia, cu o populație de 198 de locuitori.